# قائمة مذابح السكان الأصليين الأستراليين
اشتبك المستوطنون الاستعماريون كثيرًا مع السكان الأصليين (في قارة أستراليا) أثناء وبعد موجة الهجرة الجماعية للأوروبيين إلى القارة، والتي بدأت في أواخر القرن الثامن عشر واستمرت حتى أوائل القرن العشرين. طوال هذه الفترة، هاجم المستوطنون السكان الأصليين الأستراليين، مما أدى إلى عدد كبير من الوفيات بينهم. تُعتبر هذه الهجمات سببًا مباشرًا وغير مباشر (من خلال النزوح والجوع) لتراجع عدد السكان الأصليين، أثناء جهود الاستعمار المستمرة للهجرة الجماعية وتطهير الأراضي لأغراض الزراعة والتعدين.
يوجد أكثر من 400 مذبحة معروفة للسكان الأصليين في القارة، مع ما لا يقل عن 26 حالة مسجلة من حالات التسميم الجماعي لهم.
عمل مشروع بقيادة المؤرخ ليندال رايان من جامعة نيوكاسل وبتمويل من مجلس البحوث الأسترالي على البحث ورسم خرائط مواقع هذه المجازر. تُعرَّف المذبحة على أنها «القتل المتعمد وغير القانوني لستة أشخاص أو أكثر من دون حماية في عملية واحدة»، اعتبارًا من 16 نوفمبر 2021، سُجّل حوالي 304 مجزرة على أنها حدثت في الفترة ما بين 1788 و1930. اعتبارًا من عام 2022، ارتفع عدد المذابح الموثقة للسكان الأصليين وسكان جزر مضيق توريس إلى 412.
تورد القائمة التالية بعض المذابح التي تعرض لها السكان الأصليون وسكان جزر مضيق توريس من قبل السلطات الاستعمارية والمستوطنين (أو أحفادهم)، والتي وقع معظمها خلال فترة الهجرة الجماعية.

## منذ 1790 حتى 1920

### نيو ساوث ويلز

#### تسعينيات القرن الثامن عشر
- يوليو 1791: كتب الحاكم آرثر فيليب في مذكراته الخاصة أنه منح 27 محكومًا سابقًا حصصًا من الأراضي في بروسبكت هيل وذا بوندز. أعطاهم البنادق التي استُخدمت لإطلاق النار على السكان الأصليين الأستراليين في المنطقة. ردًا على ذلك، أحرق السكان الأصليون بعض الأكواخ البريطانية. ثم نشر آرثر فيليب جنودًا في المنطقة فرّقوا حوالي 50 شخصًا من السكان الأصليين الأستراليين. إضافة لذلك، فُصلت تخصيصات الأراضي عن طريق الأدغال مما ساعد على «إخفاء السكان الأصليين»، وأمر الحاكم بتطهير الغابات، وبذلك لن يجد السكان الأصليون مأوى.
- أبريل 1794: في تونجاببي، طاردت مجموعة مسلحة من المستوطنين مجموعة من السكان الأصليين الأستراليين الذين كانوا يأخذون الذرة من مزارع المستوطنين. قتلوا أربعة، وأعادوا رأس أحدهم المقطوع كدليل على ما فعلوه.
- سبتمبر 1794: قتل المستوطنون البريطانيون في منطقة نهر هاوكيسبيري سبعة أشخاص من بيدياجال انتقامًا من سرقة الملابس والمؤن. أُخذ بعض الأطفال الناجين من هذه المداهمة من قبل المستوطنين واحتجزوا كعمال مزرعة. أحد الأطفال، الذي كان جاسوسًا للسكان الأصليين، حُرق وألقي به في النهر وقتل بالرصاص.
- مايو 1795: استمر الصراع في منطقة هاوكسبري، وبعد القتل المزعوم لاثنين من المستوطنين، أمر الحاكم ويليام باترسون ضابطين و66 جنديًا «بتدمير كل ما يمكن أن يقابلوه ... على أمل ضرب الإرهاب، والاشتباك في أماكن مختلفة، وتعليق كل الجثث التي يقتلونها». قُتل سبعة أو ثمانية أشخاص من بيدياغال. نُقل رجل مشلول وبعض الأطفال وخمس نساء (إحداهن كانت حاملًا) إلى سيدني كسجناء. كانت إحدى المرأتين وطفلها مصابين بجروح خطيرة من جراء الطلقات النارية. مات الطفل بعد فترة وجيزة، ومات المولود الجديد للمرأة الحامل.
- سبتمبر 1795: في الأجزاء السفلية من هاوكيسبيري، أجرى المستوطنون البريطانيون حملة مسلحة ضد السكان الأصليين الأستراليين، مما أسفر عن مقتل خمسة وأسر عدد من السجناء، بما في ذلك طفل مصاب بجروح بالغة.
- مارس 1797: بعد أن قتل السكان الأصليون الأستراليون اثنين من المستوطنين البريطانيين، نُظمت حملة عقابية كبيرة فاجأت وفرقت معسكرًا أصليًا يضم حوالي 100 شخص، مما أسفر عن مقتل عدد غير معروف. ثم عادت المجموعة المسلحة إلى باراماتا للراحة. تبعهم بيمولوي، زعيم المقاومة من السكان الأصليين البارزين إلى البلدة، مطالبين بالانتقام. ثم اندلعت مناوشة (تُعرف باسم معركة باراماتا) بين مجموعة بيمولوي ومجموعة من الجنود والمستوطنين البريطانيين. أصيب أحد المستوطنين، وقُتل ما لا يقل عن خمسة من السكان الأصليين الأستراليين بالرصاص وجُرح عدد أكبر، بما في ذلك بيمولوي.
- مارس 1799: أمر الحاكم جون هانتر هنري هاكينغ بالتحقيق في مزاعم حصار البحارة البريطانيين من قبل السكان الأصليين الأستراليين عند مصب نهر هانتر شمال المستعمرة. صادف هاكينغ مجموعة من شعب الأوباكال على الجانب الجنوبي من النهر الذين أبلغوه أن البحارة غادروا في وقت مبكر سيرًا على الأقدام، في محاولة للعودة إلى سيدني. لم يصدقهم هاكينغ، وأطلق النار على أربعة من رجال الأوبكال. وصل البحارة في وقت لاحق إلى سيدني بعد أن قطعوا مسافة العودة مشيًا على الأقدام.

### القرن التاسع عشر
مارس 1806: حاولت مجموعة من سكان يوين، المقيمين في ما أسماه البريطانيون خليج توينولد، التخلص من عصابة مكونة من أحد عشر شخصًا من صيادي الفقمة الذين كانوا يخيمون على أراضيهم قسرًا. بعد إلقاء الحراب، فُتحت النار عليهم بالبنادق، مما أسفر عن مقتل تسعة أشخاص، وفر الباقون. عُلّقت الجثث طوال الليل على الأشجار القريبة، في محاولة لتخويف سكان يوين الآخرين.

#### العقد الأول من القرن التاسع عشر
- 1816: مذبحة أبين. أرسل حاكم نيو ساوث ويلز ماكواري جنودًا ضد شعوب غوندونغورا وداراوال على أراضيهم على طول نهر كاتاراكت، أحد روافد نهر نيبين (جنوب سيدني)، ردًا على النزاعات العنيفة مع المستوطنين البيض (التي مات فيها العديد منهم) في المنطقة المجاورة لمقاطعات نيبين ومراعي الأبقار خلال فترة الجفاف. انقسمت الحملة العقابية إلى قسمين في حوض بنت، إذ تحركت مجموعة واحدة بالاتجاه الجنوبي الغربي ضد غوندونغورا، وتحركت الأخرى بالاتجاه الجنوبي الشرقي ضد داراوال. في 17 أبريل، في حوالي الساعة 1 صباحًا، وصلت هذه المجموعة الأخيرة من الجنود على ظهور الخيل إلى معسكر لسكان داراوال بالقرب من وادي كاتاراكت (ممر بروتون). قُتل ما لا يقل عن 16 من السكان الأصليين بالرصاص، ودُفع العديد من الرجال والنساء والأطفال إلى السقوط من منحدرات الوادي ليموتوا هناك.
- 1818: مذبحة نهر مينامورا. هاجم مستوطنون محليون وقتلوا ما لا يقل عن ستة أفراد من قبيلة ووديوودي كانوا يقيمون على ضفاف نهر مينامورا بحجة أنهم كانوا يستعيدون مسدسين استعارهما مجموعة من السكان الأصليين الذين يعيشون على النهر.

#### العقد الثاني من القرن التاسع عشر
- 1824. مذبحة باثرست. بعد مقتل سبعة أوروبيين على يد السكان الأصليين حول منطقة باثرست، نيو ساوث ويلز، ومعركة بين ثلاثة من رجال وعصابة حرب على الماشية المسروقة التي خلفت 16 قتيلًا من السكان الأصليين الأستراليين، أعلن حاكم بريزبين الأحكام العرفية لاستعادة النظام وتمكن من الإبلاغ عن إيقاف الأعمال العدائية التي «لم يرتكب فيها أي اعتداء أو جريمة قتل أو حتى سفك للدماء». نزل جزء من القبيلة إلى باراماتا لحضور يوم المصالحة السنوي للحاكم.
- 1826: قُتل حوالي 20 من الرجال والنساء والأطفال من بيرباي في منطقة بلاكمانس بوينت. لا يوجد أي رواية مكتوبة، لكن تشير مذكرات هنري لويس ويلسون، الذي أشرف على المدانين في المنطقة، إلى أنه بعد أن قُتل اثنان من المتهمين الذين أرسلوا للعمل في بلاكمانز بوينت على يد رجال من السكان الأصليين، التفّ فريق من الجنود «على السود وأطلقوا النار عليهم. وأسروا الكثير من النساء واستخدموهن لأغراض غير أخلاقية ثم أطلقوا النار عليهن، وأرسل الجنود المخالفون إلى سيدني ليحاكموا، لكنهم تمكنوا من الإفلات من العقاب». يعتقد المؤرخ ليندال رايان، بعد دراسة أدلة أخرى، أن حدث بلاكمانز بوينت الذي أشار إليه ويلسون شمل مقتل حوالي 20 شخصًا، لكن المجازر الأخرى في المنطقة ربما تسببت في مقتل حوالي 300 شخص.
- 1827: قُتل 12 من سكان أستراليا الأصليين من سكان غرينغاي بالرصاص لقتلهم انتقاميًا لمدان أطلق النار على أحد كلابهم في المعسكر.
- 1827: قتلت مجموعة من 17 مستعمرًا بقيادة بنجامين سينجلتون 6 رجال من جاميلاراي بالقرب من ما يعرف الآن باسم قرية ويلو تري في سهول ليفربول.